# Jean Metzinger

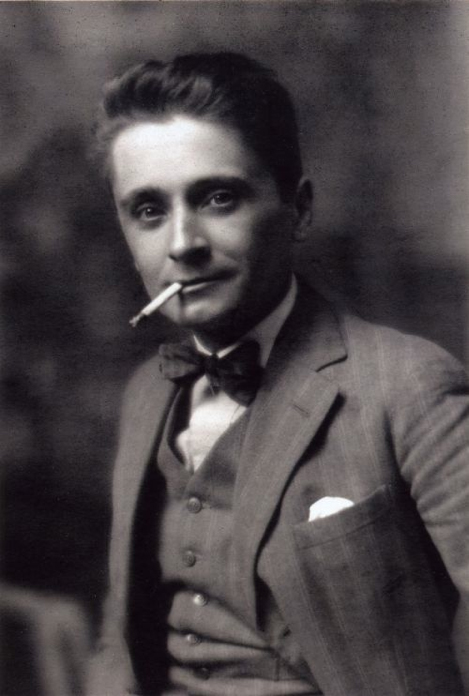
Jean Metzinger,
Foto: Pierre Choumoff, circa 1912

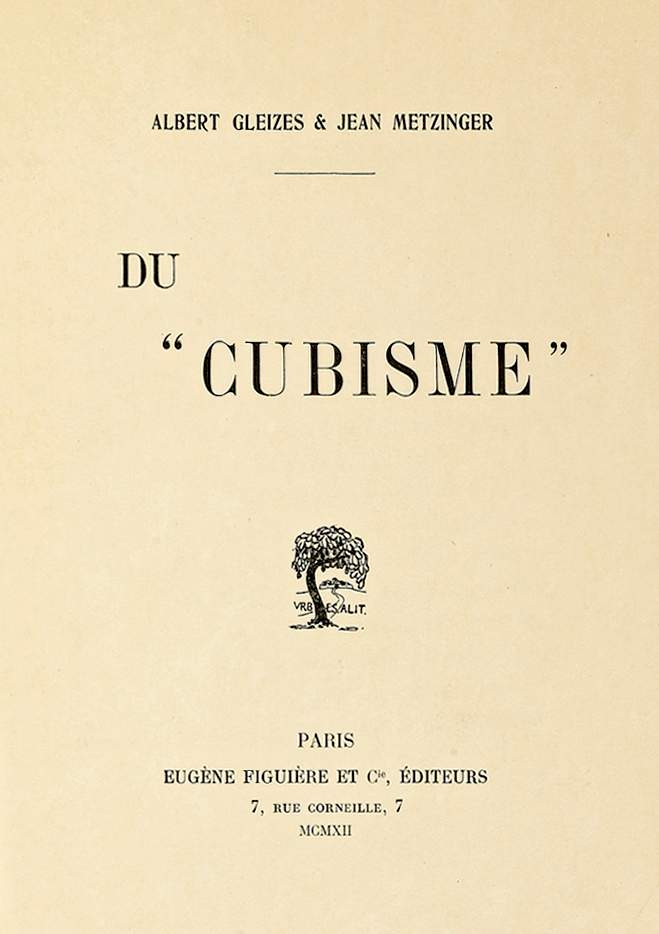
Albert Gleizes & Jean Metzinger: Du „Cubisme“ (1912)

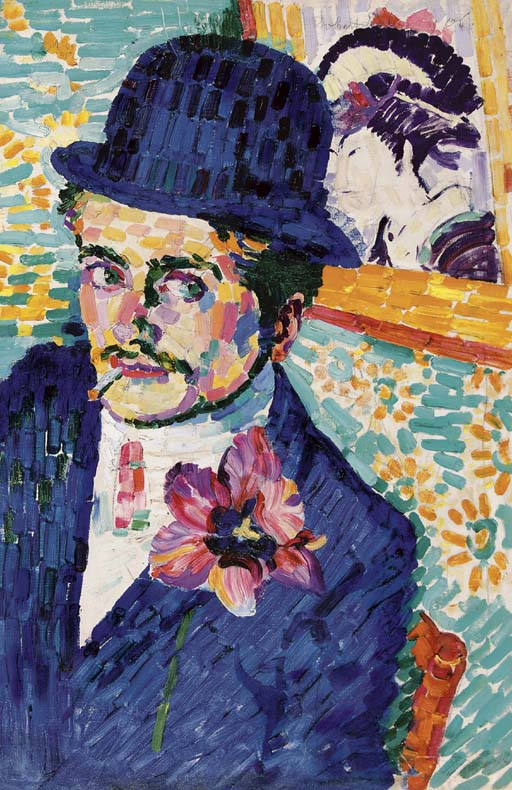
Robert Delaunay: L’homme à la tulipe (Portrait de Jean Metzinger), 1906

Jean Metzinger (* 25. Juni 1883 in Nantes; † 3. November 1956 in Paris) war ein französischer Maler. Sein Stil entwickelte sich vom Neoimpressionismus über den Fauvismus hin zum analytischen Kubismus.

## Leben
Metzinger verbrachte seine Jugend in seinem Geburtsort und zog 1903 im Alter von 20 Jahren nach Paris, um Medizin zu studieren. Dieses Vorhaben gab er jedoch bald auf, um Maler zu werden. In Paris schloss er Freundschaft mit Robert Delaunay und begegnete dem Dichter Max Jacob, der ihn in den Kreis um Guillaume Apollinaire einführte. So lernte er die Maler des Bateau-Lavoir kennen, insbesondere Georges Braque, Pablo Picasso und Juan Gris. Im Jahr 1910 stellte Metzinger erstmals im Salon des Indépendants aus, an dem er 1911 abermals teilnahm, und zwar gemeinsam mit Delaunay, Albert Gleizes und Fernand Léger. Im Jahr 1912 war er Mitbegründer der „Section d’Or“ und schrieb gemeinsam mit Gleizes die Abhandlung Du Cubisme. Zahlreiche weitere Ausstellungen, unter anderem im Salon d’Automne (1911, 1913), in der „Galerie de la Boétie“ in Paris (1912), in den Galerien Der Sturm in Berlin (1913), wo er beim Ersten Deutschen Herbstsalon ein Bild ausstellte, „Berthe Weill“ (1913, Paris) und der „Montross Gallery“ in New York (1916) zeugen von dem raschen, inzwischen auch internationalen Erfolg des Malers, der an die Académie de la Palette, später an die Académie Arenius berufen wurde.
Im Ersten Weltkrieg wurde Metzinger eingezogen und kehrte danach nach Paris zurück, wo er, abgesehen von seinem Aufenthalt in Bandol bis 1943 während des Zweiten Weltkrieges, bis zu seinem Lebensende wohnte. Dort erhielt er im Jahr 1950 einen dreijährigen Lehrauftrag an der Académie Frochot.

## Werk
Metzinger orientierte sich zunächst an der neo-impressionistischen Malweise, die ihn in den Jahren zwischen 1905 und 1908 zu mosaikähnlichen Farbmustern führte und als sein erster künstlerischer Höhepunkt angesehen werden kann. Diese späten neo-impressionistischen Bilder mit ihren exakt aneinandergesetzten Farbflecken schlugen bereits eine Brücke zu seinen späteren kubistischen Arbeiten, zeigte sich doch hier schon der Hang zur Konstruktion und die Vorliebe für eine klare Bildordnung. So wurde die Malweise zunehmend geometrisierender und die Auffassung der neuen Bildgestaltung dabei unterstützt durch den künstlerischen Austausch mit Braque, Picasso und Gris. Metzingers Arbeiten um 1909 dokumentieren schließlich jene Richtung, die später als analytischer Kubismus bezeichnet, aber vorerst in der Kritik gänzlich negativ aufgenommen wurde. In den 20er Jahren löste sich Metzinger vorübergehend vom Kubismus.
1910 legte er seine Theorien literarisch nieder: Sie erschienen unter dem Titel Anmerkungen zur Malerei. 1912 führte die Zusammenarbeit mit Albert Gleizes zu der gemeinsamen theoretischen Abhandlung Du Cubisme, die sehr rasch in aller Munde war. Zum hundertjährigen Geburtstag der Veröffentlichung Du Cubisme im Jahr 2012 fand im Musée de la Poste in Paris eine Ausstellung statt, die Werke der Autoren und Maler Metzinger und Gleizes sowie anderer zeitgenössischer Künstler zeigte.